# 布兰肯堡 (图林根州)
布兰肯堡是德国图林根州的一个市镇。总面积7.14平方公里，总人口144人，其中男性72人，女性72人（2011年12月31日），人口密度20人/平方公里。